# Glypta filicauda
Glypta filicauda là một loài tò vò trong họ Ichneumonidae.